# Офтальмоакариаз
Офтальмоакариаз (Ocular Acariasis) — акариаз органов зрения.
Чаще всего из клещевых поражений глаз встречается офтальмодемодекоз (см. Демодекоз).
Известен случай паразитирования Orthohalarachne attenuata
Описан случай поражения глаз, вызванного Dermatophagoides Scheremetewskyi-Bogdanov  (см. Дерматофагоидоз).
Раздражение глаз может вызывать и Histiogaster entomophagus.
Куриный клещ может раздражать глаза, вызывая зуд (см. Дерманиссиоз).
Известен случай паразитирования клеща Tarsonemid в ассоциации с грибком Aspergillus в роговице глаза.
Клещи домашней пыли могут вызывать раздражение глаз, резь в глазах.